# Кузман Јосифовски Питу
Кузман Јосифовски Питу (Прилеп, 23. јун 1915 — Скопље, 25. фебруар 1944) био је учесник Народноослободилачке борбе и народни херој Југославије.

## Биографија
Кузман Јосифовски рођен је 23. јуна 1915. године у Прилепу, у занатлијској породици. Основну школу завршио је у Прилепу, а гимназију у Битољу. Још као гимназијалац укључио се у политички живот. Постао је познати омладински руководилац и организатор скупова напредних средњошколаца. Био је истакнути активиста у књижевном друштву и предводник у сукобима са љотићевцима. На Правни факултет у Београду дошао је већ припремљен за револуционарну активност.
Године 1937. налази се у руководству напредних студената, а 1938. године примљен је за члана Комунистичке партије Југославије. Његова активност и револуционарна способност нарочито су дошле до изражаја у раду напредног македонског удружења „Вардар“.
У септембру 1939. године, тајним гласањем партијске организације у Прилепу, изабран је за секретара Месног комитета КПЈ. Након што је он постао секретар Месног комитета, утицај КПЈ у граду нагло је порастао. Полиција је почела да хапси комунисте и трага за Кузманом. Кузман је био организатор велике Илинденске демонстрације у Прилепу и један од говорника. Тада је дошло до сукоба чете полицајаца са демонстрантима. Кузмана нису ухватили. У септембру 1940. године изабран је за члана Покрајинског комитета КПЈ за Македонију, али је одмах затим дошао у конфликт са секретаром Покрајинског комитета, Методијем Шаторовим у вези ставова Седмог конгреса Коминтерне. Кузман је био против ступања у Народни фронт са грађанима, који су се само опредељивали против Краљевине Југославије.
Кад је после окупације Шаторов скренуо са линије КПЈ, Кузман је осудио његов став и од новог партијског руководства Македоније упућен је да организује Народноослободилачки покрет у западној Македонији, коју су окупирали италијански фашисти. Он је успоставио везе са Комунистичком партијом Албаније и био је у сталној вези са Покрајинским комитетом за Македонију. У марту 1943. године одржан је у Тетову први састанак Централног комитета Комунистичке партије Македоније, на коме Кузман има видну улогу. У селу Сливову формирана је прва партизанска бригада у Македонији, у Црвеној Води написан је Манифест Главног штаба Македоније, у Отешеву је одржано Преспанско саветовање, у Дебарци је створена прва слободна територија у Македонији. Све се то одиграва у току 1943. године. У својству члана Главног штаба за Македонију и члана Централног комитета КП Македоније, Кузман је у октобру 1943. године у Скопљу формирао Пети обласни комитет КП Македоније и вршио организационо-политичке припреме за сазивање Првог заседања АСНОМ-а.
Из овог периода сачувано је највише документације из Народноослободилачке борбе у Македонији, из које се види да је Кузман имао кореспонденцију не само са Централним комитетом КП Македоније, већ и са суседним комунистичким партијама и његови ставови у тој кореспонденцији представљају ставове врхунске партијско-политичке личности Македоније.
У јеку Фебруарског похода НОВЈ у Македонији Кузман настоји да не прекине везу са Главним штабом и са Централним комитетом КП Македоније, те шаље нове партизане, нарочито оне за које сматра да ће заузимати одговорне дужности у првим државним органима Македоније.
На једном састанку са представником Централног комитета Бугарске радничке партије (комуниста) откривен је од бугарске полиције. Успео је да побегне из опкољене куће у којој је заноћио, али га после неколико стотина метара у једној скопској улици стиже метак бугарске полиције и он пада мртав 25. фебруара 1944. године.

## Наслеђе
Данас многе школе широм Македоније, нпр. у Скопљу, Прилепу и Кичеву, и остале установе, носе његово име. У центру Прилепа налази се његова мермерна биста пред музејем „11. октомври“, а у Скопљу биста у кругу студентског дома који носи његово име. У дворишту бугарске амабасаде у Скопљу, налази му се посвећена спомен-плоча.
Указом Председништва Антифашистичког већа народног ослобођења Југославије (АВНОЈ), 29. јула 1945. међу првим борцима Народноослободилачке војске, проглашен је за народног хероја.

## Фотогалерија
- Споменик у центру Прилепа, подигнут 2011.
- Споменик у Скопљу, подигнут 2013.
- Спомен-биста у Прилепу
- Биста, Парк Револуције у Прилепу
- Биста у Струги
- Споменик на месту погибије Јосифовског у Скопљу